# Here (Navigation)
Here ist ein Online-Geodatendienst und ein Navigationsprogramm, das ursprünglich von Nokia für Nokia-Smartphones entwickelt wurde. Besondere Merkmale der Navigationslösung auf Mobiltelefonen waren die Unabhängigkeit von einer Internetverbindung durch die Speicherung des Geodatenmaterials auf dem Mobilgerät sowie die Kostenfreiheit für persönliche, nichtkommerzielle Zwecke.
Das gleichnamige Unternehmen entwickelt und vermarktet den Geodatendienst. Seine Zentrale für den Wirtschaftsraum EMEA hat es in Veldhoven.

## Geschichte
2007 übernahm Nokia für 8 Mrd. US-Dollar Navteq. Auf den Daten von Navteq beruhten neben Nokia Maps und Nokia Drive auch die Karten von Bing und Yahoo. Zeitweilig waren Smartphones mit Straßendaten und Zielführung ein Alleinstellungsmerkmal des früheren Marktführers Nokia, aber das verblasste durch Google Maps auf Android. Im November 2012 kündigte Nokia an, seine Geodatendienste in Here umzutaufen und auch für Apple iOS sowie für Android und Firefox OS anzubieten. Im Jahr 2014 gab Nokia seine Endgerätesparte auf und verkaufte sie an Microsoft.
Im April 2015 verkündete Nokia, dass Here zum Verkauf stehe. Am 3. August 2015 wurde bekannt, dass Here von den drei deutschen Automobilherstellern Audi, BMW und Mercedes-Benz Group übernommen wird, die jeweils ein Drittel von Here besitzen sollen. Nokia nannte 2,8 Milliarden Euro als Kaufpreis. Nachdem alle zuständigen Kartellbehörden zugestimmt hatten, gehörte Here seit dem 4. Dezember 2015 den drei Automobilherstellern.
Im März 2016 wurde der Dienst für das Betriebssystem Windows 10 bzw. Windows 10 Mobile eingestellt.
Seit August 2016 heißt die Navigations-App Here WeGo.
Intel übernahm 2017 einen Anteil von 15 % an dem Unternehmen. Im Januar 2018 übernahmen die Autozulieferer Bosch und Continental jeweils 5 % der Anteile.
Im Dezember 2019 gibt HERE bekannt, dass Mitsubishi und NTT 30 % des Unternehmens übernehmen.

## Kartenmaterial und Einbindung in soziale Netzwerke
Satellitenbilder sind im offline nutzbaren Kartenmaterial nicht enthalten, können aber über eine mobile Internetverbindung nachgeladen werden. Favoriten können über ein Nokia-Konto zwischen PC-Browser und Mobiltelefon synchronisiert werden, die Synchronisierung von Routen ist nicht möglich.
Mit der Funktion „Check In“ kann man sich über Nokia Maps in sozialen Netzwerken anmelden und Informationen über den aktuellen Standort bekommen oder anderen mitteilen. Unterstützt werden Facebook, Qype, Twitter, Foursquare, Friendster, LiveJournal, Hyves, StudiVZ und RenRen.
Die eigene Position kann anderen per SMS, E-Mail oder Instant-Messenger mitgeteilt werden.

## Kartenabdeckung und Verbreitung
Das Kartenmaterial stammt von der Nokia-Tochter Navteq und umfasst 196 Länder (Stand: August 2013). Von rund 700 Städten in 50 Ländern werden Strecken und Haltestellen des öffentlichen Nahverkehrs angezeigt.
Über den sogenannten Map Creator haben Anwender die Möglichkeit, Kartenfehler nicht nur zu melden, sondern selbst auszubessern. Ebenso können neue Straßen, Points of Interest oder Hausnummern hinzugefügt oder gelöscht werden. Zur Nutzung von Map Creator ist ein Benutzerkonto nötig. Die Änderungen werden von Here-Mitarbeitern überprüft und erscheinen einige Zeit später im Online-Routenplaner, in der App sowie je nach Update-Geschwindigkeit auf den Endgeräten der Anwender.
Nach eigenen Aussagen nutzen 1 Milliarde mobile Geräte, wie Smartphones oder Tablet-PCs, sowie weitere Navigationssysteme Geodaten von Here bzw. Navteq. Darunter sind Navigationslösungen von Audi, BMW, Chrysler, Citroën, Honda, Jaguar, Mazda, Mini, Porsche, Renault, Škoda, Toyota sowie Geräte unter anderem von Garmin.
Kartenupdates
Here bietet Kartenupdates für die folgenden Automarken und Automobilzulieferer an – teils direkt, teils über die jeweilige Herstellerwebsite:
- Acura[19]
- Alfa Romeo[19]
- Alpine
- Audi
- Becker (Zulieferer)
- BMW
- Chevrolet
- Chrysler
- Citroën[19]
- DS Automobiles
- Fiat[19]
- Honda[19]
- Hyundai
- Infiniti[19]
- Jaguar[19]
- Jeep[19]
- Kia
- Lancia[19]
- Land Rover[19]
- Lexus
- Mazda
- MG
- Mini
- Mitsubishi[19]
- Nissan[19]
- Opel[19]
- Peugeot[19]
- Pioneer (Zulieferer)[19]
- Porsche
- Renault[19]
- Seat
- Škoda
- Subaru[19]
- Suzuki
- Toyota
- Vauxhall[19]
- Volkswagen
- Volvo

## Funktionsumfang der Navigation
Der Funktionsumfang von Here Drive entspricht dem dedizierter Navigationsgeräte.
- Unterstützung für 196 Länder
- Sprachausgabe für 46 Sprachen
- Turn-by-Turn-Navigation
- Satellitenansicht, Geländeansicht und 3D-Ansicht
- Anzeige von Verkehrsinformationen über das Internet
- Anzeige von Ankunftszeit oder Fahrtdauer unter Berücksichtigung der aktuellen Verkehrssituation auf der Route
- Nachtmodus (optional, auch automatisch)
- Favoriten und Heimatadresse
- Sonderziele (Points of Interest)
- Fußgängernavigation
- Geschwindigkeitswarnungen für 21 Länder

## Karteneditor
Über den Karteneditor Here MapCreator können Community-Nutzer Vorschläge für Kartenänderungen einreichen. Alle Änderungen werden vom Here-Team überprüft, bevor sie veröffentlicht werden.

## Verwendung in Betriebssystemen
- Android ab Version 4.1
- Mozilla Firefox OS: Die Standard-Kartenanwendung ist Here Maps
- iOS ab 7.0
- Microsoft Windows 8 und Microsoft Windows 10: Die mitgelieferte App „Karten“ verwendet teilweise das Material von Here Maps.[20]
- Microsoft Windows Phone 8: Hier wird ebenfalls von der Karten-App teilweise Material von Here Maps verwendet, bei Lumia-Smartphones wird die Standard-Karten-Applikation durch Here Maps ersetzt.
- Microsoft Windows 10 Mobile
- Sailfish OS: Jolla lizenzierte Here am 13. November 2013[21]
- Ubuntu Touch: vorinstalliert, allerdings ohne Turn-by-turn-Navigation